# Црква светог Влаха у Дубровнику
Црква светог Влаха (Власија) барокна је црква на Тргу Лужа у Дубровнику.

## Историја
Барокна црква светог Влаха, заштитника града Дубровника, саграђена је на месту старије романичке цркве (14. век), која је преживела велики земљотрес 1667, али је изгорела у пожару 1706. године. Црква је оштећена у земљотресу године 1979, а током рата у Хрватској (1991—.-1992) оштећена је погоцима, највише на крову и на северној фасади.
Велико веће је 26. фебруара 1348. донело одлуку о градњи цркве светог Влаха на Platea Communis, на месту где је и данашња (барокна), испред већнице. Из одлуке о изградњи нове цркве светог Влаха на наведеном месту још може да се препозна жеља Дубровчана за стицањем независности од млетачке власти, нарочито ако се узме у обзир архивски податак да је дубровачки надбискуп Илија Сарака поставио темељни камен цркве.
Нова барокна црква саграђена је од 1706. до 1715. године по нацртима млетачког градитеља Марина Гропелија. Црква има богато украшену фасаду са порталом, а испред ње су широке степенице. Централни простор цркве је надвишен куполом. На главном мермерном олтару се налази кип светог Влаха од позлаћеног сребра, рад дубровачких мајстора из 15. века. У рукама држи макету града пре земљотреса 1667. Кип је преживео и земљотрес и пожар у цркви. Сваке године 3. фебруара у Дубровнику се слави Феста светог Влаха.